# Transparency International

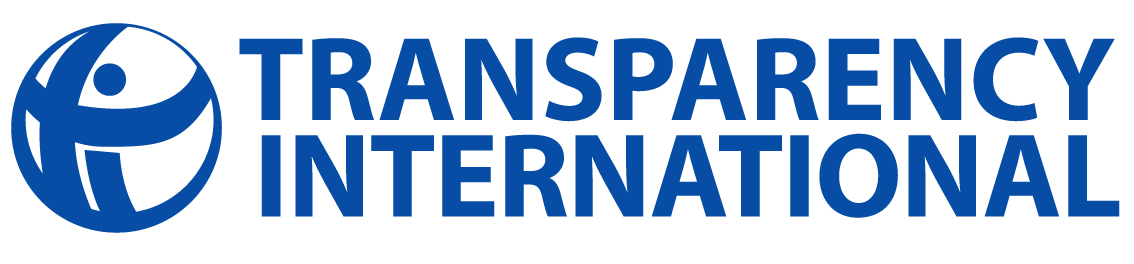
Transparency International

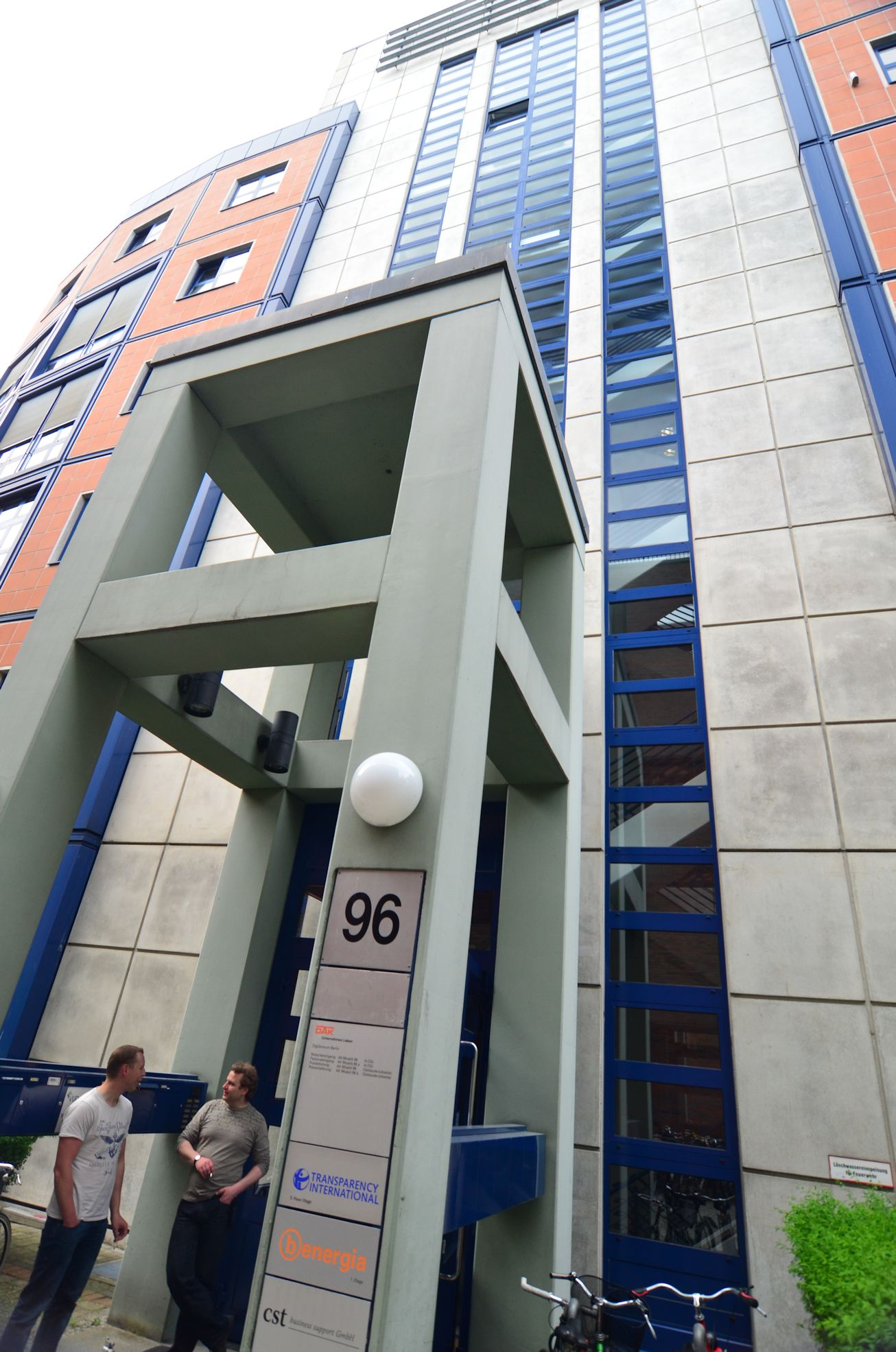

Transparency International är en organisation med säte i Tyskland vars uppgift är att bekämpa korruptionen i världen. Organisationen grundades 1993 genom ett initiativ av Peter Eigen, en före detta regional direktör vid Världsbanken, och gör bland annat ett årligt index där de rankar länder utifrån graden av korruption.
Enligt Transparency International (Corruption Perceptions Index 2020) delar Sverige, tillsammans med Finland, Singapore och Schweiz, tredje platsen bland 180 nationer som visade minst korruption i den offentliga sektorn.
Transparency International definierar korruption som missbruk av anförtrodd makt för privat vinning. 